# Dekanat radzymiński

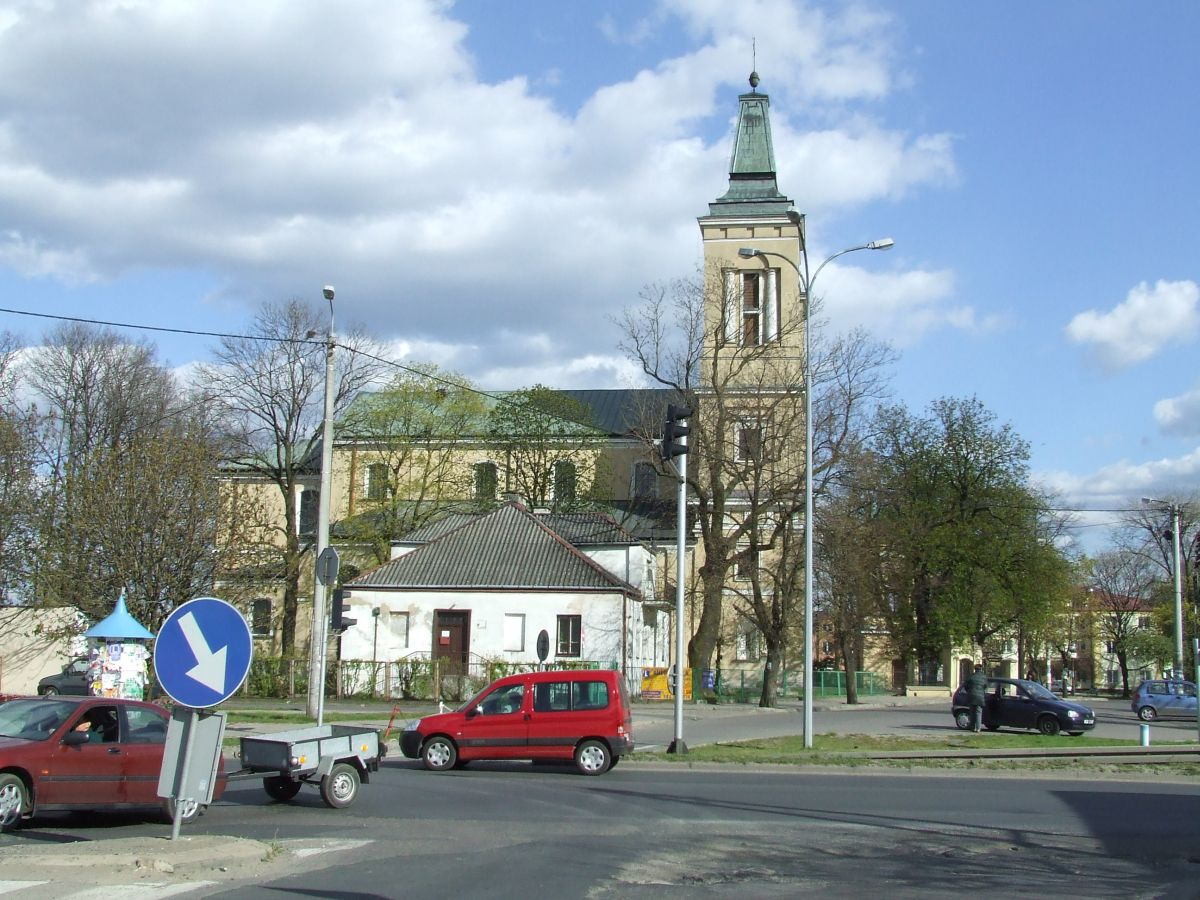
Kościół Przemienienia Pańskiego w Radzyminie

Dekanat radzymiński – dekanat diecezji warszawsko-praskiej wchodzącej w skład metropolii warszawskiej. Dziekanem dekanatu radzymińskiego jest ks. Stanisław Popis proboszcz parafii Przemienienia Pańskiego w Radzyminie.

## Parafie
| Lp | Miejscowość / parafia                              | Proboszcz / administrator       | Zdjęcie |
| -- | -------------------------------------------------- | ------------------------------- | ------- |
| 1  | Radzymin Przemienienia Pańskiego                   | ks. Stanisław Popis             |         |
| 2  | Radzymin św. Jana Pawła II                         | ks. Krzysztof Ziółkowski        |         |
| 3  | Dąbrówka Podwyższenia Krzyża Świętego              | ks. Andrzej Grzegorz Piotrowski |         |
| 4  | Józefów Miłosierdzia Bożego                        | ks. Edward Kopytko              |         |
| 5  | Kuligów Matki Bożej Loretańskiej                   | ks. Józef Kałęcki               |         |
| 6  | Lucynów Duży św. Antoniego                         | ks. Wojciech Jarzyna            |         |
| 7  | Mostówka Miłosierdzia Bożego                       | ks. Janusz Grygier              |         |
| 8  | Niegów Świętej Trójcy                              | ks. Emil Adler                  |         |
| 9  | Nowe Załubice św. Stanisława Biskupa Męczennika    | ks. Wojciech Robert Stępień     |         |
| 10 | Wola Rasztowska św. Apostołów Piotra i Pawła       | ks. Piotr Ejsmont               |         |
| 11 | Wyszków-Rybienko Leśne Matki Bożej Królowej Polski | ks. Jarosław Balikowski         |         |